# Шатракаси
Шатрака́си (рос. Шатракасы, чув. Шатракасси) — присілок у Чувашії Російської Федерації, у складі Кадікасинського сільського поселення Моргауського району.
Населення — 146 осіб (2010; 148 в 2002, 212 в 1979; 483 в 1939, 209 в 1926, 436 в 1906, 296 1858, 222 в 1795).

## Історія
Історичні назви — Тукаси (до 1917 року), Шатра-каси. До 1866 року селяни мали статус державних, займались землеробством, тваринництвом, ковальством, виробництвом одягу, шерсті. Діяв храм Покрови Пресвятої Богородиці (1902–1929 роки). 1902 року відкрито парафіяльну школу.1930 року утворено колгосп «Волонтер». До 1920 року присілок перебував у складі Татаркасинської волості Козьмодемьянського, до 1927 року — Чебоксарського повіту. 1927 року присілок переданий до складу Татаркасинського району, 1939 року — до складу Сундирського, 1962 року — до складу Чебоксарського, 1964 року — до складу Моргауського району. До 1958 року присілок мав статус села.

## Господарство
У присілку діють церква (відновлена 1991 року), школа, фельдшерсько-акушерський пункт, клуб, бібліотека, музей, пошта, магазин.